# Wazner
Wazner albo Wenegbu – znany wyłącznie z imienia władca Dolnego Egiptu z okresu predynastycznego (koniec IV tysiąclecia p.n.e.). Imię jego widnieje jako przedostatnie czytelne (siódme z kolei) w najwyższej linii kamienia z Palermo, bazaltowej steli zawierającej roczniki od czasów mitycznych do V dynastii, po Nehebie, a przed Mechem. Nie został potwierdzony w żadnym innym źródle. Jego panowanie jest zatem podważane - możliwe, że był jedynie postacią mityczną lub nawet całkowicie zmyśloną.

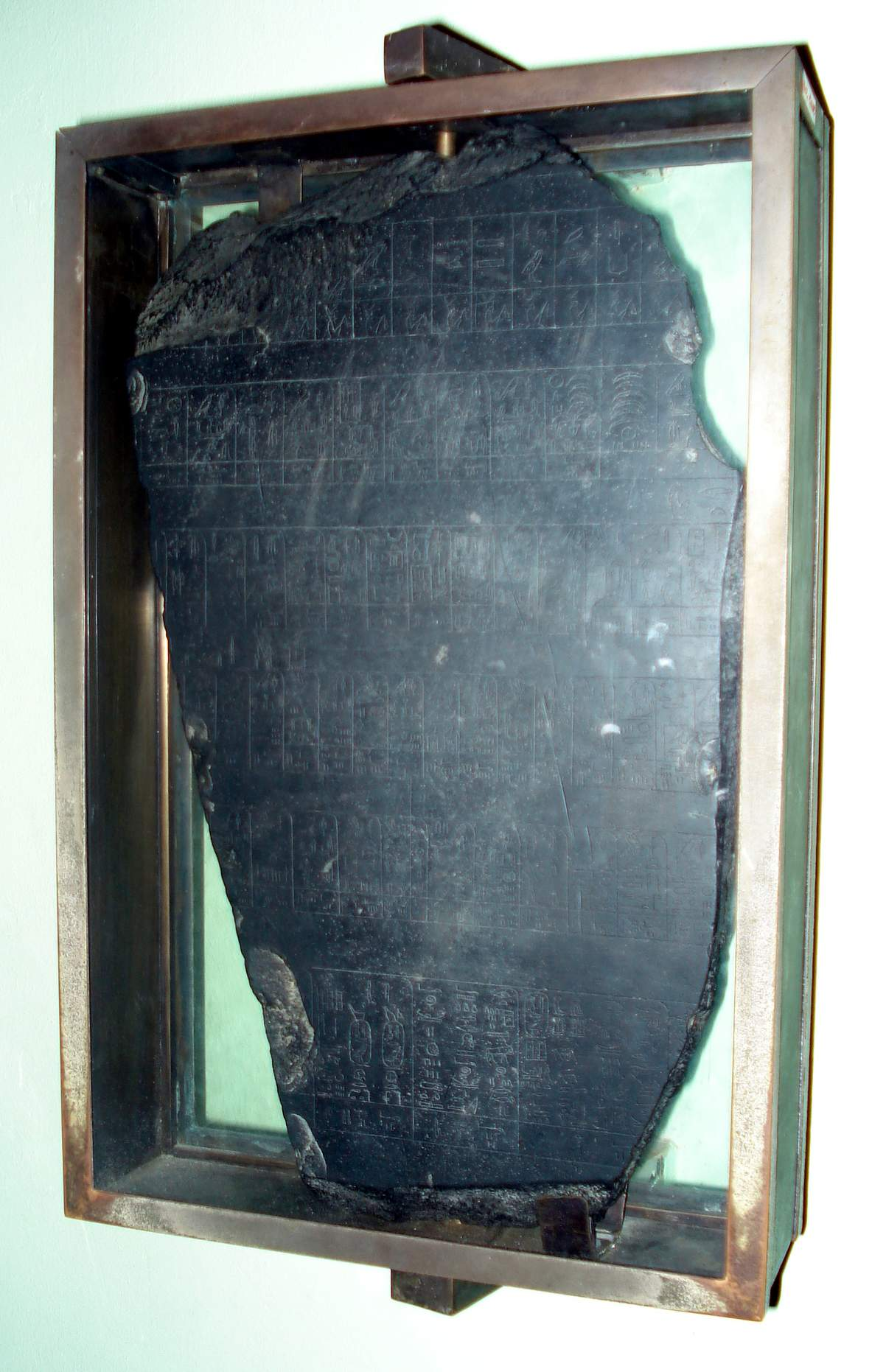
Kamień z Palermo

 Znaczenie jego imienia nie jest pewne. Próbuje się je przetłumaczyć jako Ten, co sprowadził boga Wenega, Nienaruszony przez boga Wenega lub Zgłębiający pozostaje nienaruszony.